# Hilary Hahn
Hilary Hahn (* 27. listopadu 1979 Lexington, Virginie) je americká houslistka.

## Život
Hilary Hahn vyrůstala v Baltimoru. Její předkové pocházeli z německé spolkové země Porýní-Falc, konkrétně z města Bad Dürkheim, avšak z rodiny německy hovoří pouze ona. Ovládá také francouzštinu a japonštinu.
Její první významnou učitelkou hry na housle byla Klara Berkovich, zástupkyně ruské houslové školy z Oděsy. V deseti letech přešla na Curtis Institute of Music ve Filadelfii k profesoru Jashovi Brodskému, poslednímu následovníkovi belgické houslové tradice skladatele Eugèna Ysaÿe.
Své první veřejné vystoupení absolvovala houslistka již ve svých šesti letech. V deseti letech věku měla svůj první celovečerní sólový koncert, ve dvanácti hrála poprvé s malým komorním orchestrem a později též s velkým orchestrem (Baltimore Symphony Orchestra). Od té doby lze napočítat celkem přes 800 koncertů Hilary Hahnové po celém světě, z toho přes 500 s orchestry. Vystupovala ve více než 200 městech v 27 zemích na čtyřech kontinentech, přičemž spolupracovala se 150 dirigenty.

## Repertoár

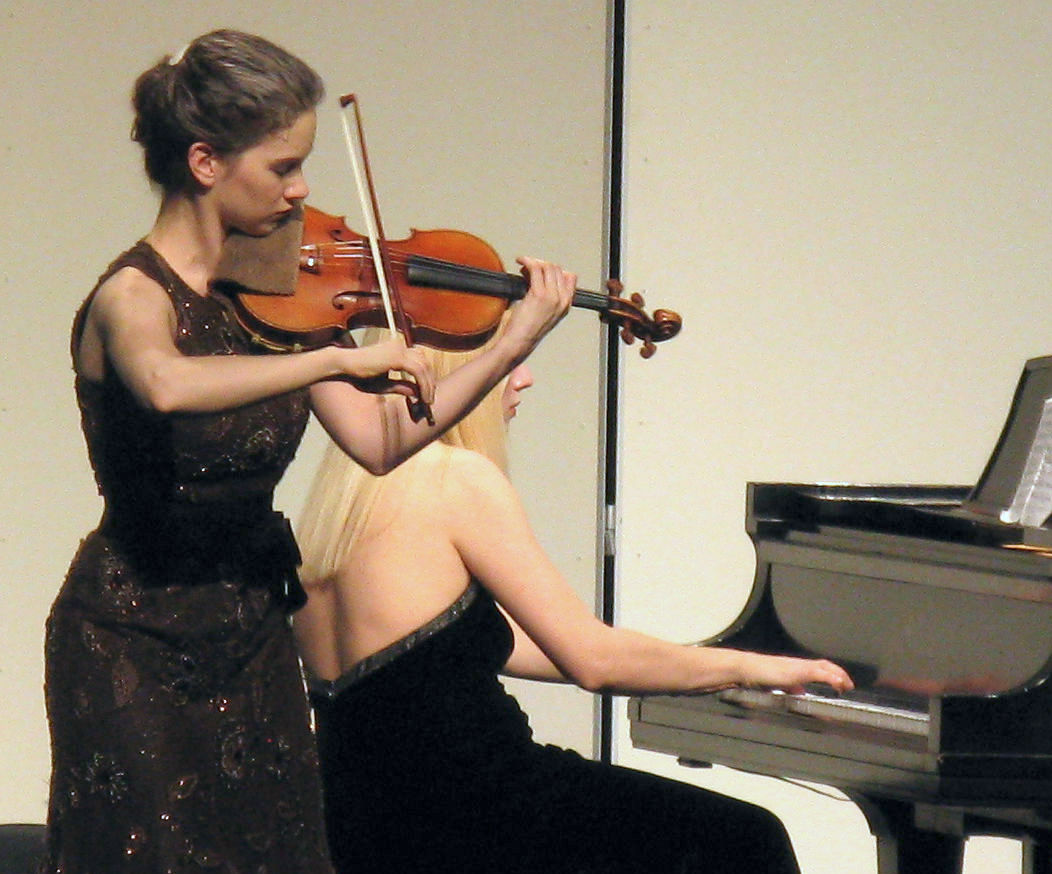
Hilary Hahn při koncertě s Valentinou Lisitsou

Jako své debutové CD nahrála roku 1997 jednu sonátu a dvě partity pro sólové housle Johanna Sebastiana Bacha. Na svém dalším albu přednesla Beethovenův houslový koncert, s nímž jako 15letá debutovala v Německu. V roce 2000 natočila také jeden z houslových koncertů Edgara Meyera, který autor věnoval přímo jí. O rok později houslový koncert Johannese Brahmse se zřídka uváděným houslovým koncertem Igora Stravinského.
Nahrála také filmovou hudbu k hollywoodskému snímku The Village režiséra Jamese Newtona Howarda. Kromě toho je možné slyšet její houslové přednesy v písních To Russia My Homeland (na albu Worlds Apart) a Witch’s Web (na albu So Divided) americké rockové skupiny And You Will Know Us by the Trail of Dead.
V roce 2007 hrála ve Vatikánu se Struttgartským symfonickým orchestrem pod vedením venezuelského dirigenta Gustava Dudamela u příležitosti 80. výročí narození papeže Benedikta XVI. Na programu byla Novosvětská symfonie od Antonína Dvořáka (bez účasti Hahnové) a houslové skladby Giovanni Gabrieliho a Wolfganga Amadea Mozarta.
V roce 2016 vystoupila Hilary Hahn v rámci festivalu Dvořákova Praha, kde spolu s Českou filharmonií pod taktovkou Jiřího Bělohlávka zahrála jeden z Mozartových houslových koncertů. Rovněž v roce 2016 (a také 2017) podnikla koncertní turné po Spojených státech, v Evropě a Japonsku, při kterém uvedla šest nových skladeb pro sólové housle, které pro ni na zakázku vytvořil španělský skladatel Antón García Abril.